# Gaio Fulvio Pio
Gaio Fulvio Pio (in latino Gaius Fulvius Pius; fl. 238) fu un senatore e politico dell'Impero romano.
Apparteneva probabilmente a quel ramo della gens Fulvia che si trasferì dall'Italia a Leptis Magna in epoca augustea; da questo ramo discesero l'imperatore Settimio Severo (un avo del quale si chiamava Fulvio Pio) e il potente prefetto del pretorio Gaio Fulvio Plauziano.
Pio fu console nel 238.